# 明道加斯家族
明道加斯家族是立陶宛大公国的第一个王室，该王室以立陶宛第一位已知，且毋庸置疑的君主明道加斯为中心。他在1253年加冕为立陶宛国王，在10年后遇刺身亡。他已知的家族关系只延续到他的子辈，而他的重孙则杳无音信，也没有资料可以显示他的家族与格迪米尼兹王室，这个从约1285年布蒂盖迪斯开始，到1572年齐格蒙特二世·奥古斯特结束这一段时间内，统治立陶宛和波兰的王室有什么关系。 
为了重建整个族谱，历史学家不得不做出大量假设，因为关于立陶宛历史早期的文献极为匮乏。而16到17世纪的系谱，特别是贝霍维茨编年史的那个系谱，将这个问题变得更为复杂，因为它将传说和事实混在一起。关于帕莱莫尼德家族，这个来自罗马帝国，后定居在立陶宛，使公国崛起的贵族家族的传说在这些系谱中最为流行，分布也最为广泛。真实的历史资料则来自于俄罗斯和利沃尼亚的编年史，其中最为重要的就是希帕提亚编年史。

## 谱系
明道加斯和他的兄弟道斯普伦加斯在1219年与加利西亚-沃里希连签署条约的5位高等公爵中被提到。虽然那时候这对兄弟比较年轻，但有资料暗示他们继承到较高的地位。但是，当时的文献记载却没有记载他们的父亲，除了利沃尼亚押韵编年史，顺便提到他是一个强大的大公（ein kunic grôß）。16至17世纪的编年史给了他林戈尔德的名字，并将他记入帕莱莫尼德家族的传说中。
道斯普伦加斯不再被提及。但是，为人所知的是明道加斯有两个侄子陶特维拉斯和格德维达斯，他们发起一场对抗他们叔叔的战争。因为没有资料显示明道加斯的其他兄弟的情况，人们便普遍将明道加斯的这两侄子视为道斯普伦加斯的儿子。在1249年到1252年的内战中，陶特维拉斯和格德维达斯向他们的妹夫加利西亚的丹尼尔寻求帮助。这点资料显示他们有一个妹妹。这个妹妹是丹尼尔的第2个妻子，他们之间没有孩子。道斯普伦加斯的妻子很可能是萨莫吉希亚公爵维金塔斯的姐妹，因为维金塔斯是陶特维拉斯和格德维达斯的舅舅。人们相信格德维达斯死于1253年一场针对波希米亚的战役中，这是关于他的最后一点信息。陶特维拉斯在1263年死于他的表兄弟特莱尼奥塔手中。部分历史学家提出，陶特维拉斯有一个儿子康斯坦丁，统治维捷布斯克，但其他人不同意这一看法，宣称他的儿子也许是艾古斯特，他在1271年被诺夫哥罗德送往普斯科夫。
人们假定明道加斯有三位妻子，第一位甚至没有任何资料。人们这么假定是因为明道加斯有两位较大的孩子，即瓦伊什维尔卡斯和一位名字未知的女儿，当明道加斯和莫尔塔的孩子仍然年幼，需要依靠父亲时，这两个孩子已经独立生活了。瓦伊什维尔卡斯虔信东正教，他自愿将立陶宛大公国的头衔交给他的妹夫斯瓦尔恩，没留下子女。明道加斯唯一已知的女儿在1255年与斯瓦尔恩结婚，成为加利西亚王后（1255年-1264年）和海乌姆王妃 （1264年）。根据一份文献，在斯瓦尔恩死后，他的兄弟加利西亚的列夫让斯瓦尔恩没有子女的遗孀与他的盟友胡伊德伯爵。他们的子女就成了西乌克兰和波兰的萨斯家族的祖先。
在1219年与加利西亚=沃里希连签署的条约的批注中，提到明道加斯将布利奥尼斯家族的维斯曼塔斯妻子据为己有。人们假定维斯曼塔斯的妻子和莫尔塔是同一人。 众所周知维斯曼塔斯在1252年一次针对明道加斯的战役中去世；但明道加斯和莫尔塔的婚礼日期无人知晓。对莫尔塔到底有多少孩子的问题上，史学界未达成一致。编年史在1261年提到两个孩子雷普利斯和格尔斯图卡斯。而在1263年两个孩子鲁克利斯和鲁佩基斯与明道加斯一道被杀害。这是唯一可利用的信息，但历史学家对明道加斯与莫尔塔只有两个儿子，是抄写员搞错了，还是明道加斯真有四个儿子的问题上意见不一。除瓦伊什维尔卡斯和陶特维拉斯外，文献中再无大公之位争夺者，这就暗示了，不论明道加斯与莫尔塔是有两个儿子还是四个儿子，他们都已早夭。
在1262年莫尔塔逝世后，明道加斯将她的妹妹（名字未知）据为自己妻子，尽管她早已与道曼塔斯结为夫妻。这种残暴行径将道曼塔斯推入特莱尼奥塔一边，并将明道加斯和他的两个孩子杀死。特莱尼奥塔是明道加斯的外甥。人们相信他是萨莫吉希亚公爵维金塔斯或埃尔德维拉斯的儿子。如果这个明道加斯公爵真是维金塔斯，那就出现了双重婚姻的关系：维金塔斯的姐妹与道斯普伦加斯结婚，而道斯普伦加斯（和明道加斯）的姐妹与维金塔斯结婚。埃尔德维拉斯只在1219年条约中提到。而明道加斯另一个外甥伦格韦尼斯在1242年至1260年的立陶宛发挥重要的作用。

## 家系图
请注意上面所提到的推断
| 父辈 |          |  | 子辈                           |  |  | 子辈配偶                       |      |  | 孙辈                              |
| |          |  |                                |  |  |                                |      |  |                                   |
| |          |  |                                |  |  |                                |      |  | 女儿                              |
| |          |  |                                |  |  |                                |      |  | 与加利西亚-沃里希连国王丹尼尔结婚 |
| |          |  |                                |  |  |                                |      |  |                                   |
| |          |  | 道斯普伦加斯                   |  |  | 名字未知                       |      |  | 陶特维拉斯                        |
| |          |  | 只在1219年提到                 |  |  | 维金塔斯的姐妹                 |      |  | 1263年去世                        |
| |          |  |                                |  |  |                                |      |  |                                   |
| |          |  |                                |  |  |                                |      |  | 格德维达斯                        |
| |          |  |                                |  |  |                                |      |  | 1253年逝世                        |
| |          |  |                                |  |  |                                |      |  |                                   |
| |          |  |                                |  |  |                                |      |  | 瓦伊什维尔卡斯                    |
| |          |  |                                |  |  | 名字未知 （第一位妻子）        |      |  | 立陶宛大公：1264年-1267年         |
| |          |  |                                |  |  | 名字未知 （第一位妻子）        |      |  |                                   |
| |          |  |                                |  |  | 名字未知 （第一位妻子）        |      |  |                                   |
| |          |  |                                |  |  | 名字未知 （第一位妻子）        | 女儿 |  |                                   |
| |          |  |                                |  |  |                                |      |  | 与加利西亚国王斯瓦尔恩结婚        |
| |          |  |                                |  |  |                                |      |  |                                   |
| |          |  |                                |  |  |                                |      |  | 雷普利斯                          |
| |          |  |                                |  |  |                                |      |  | 只在1261年提到                    |
| |          |  |                                |  |  |                                |      |  |                                   |
| |          |  |                                |  |  |                                |      |  | 格尔斯图卡斯                      |
| 明道加斯之父 |          |  | 明道加斯                       |  |  | 莫尔塔 （第二位妻子）          |      |  | 只在1261年提到                    |
| 明道加斯之父 |          |  | 明道加斯                       |  |  | 莫尔塔 （第二位妻子）          |      |  |                                   |
| 传说中为林戈尔德 |          |  | 立陶宛大公/国王：1236年-1263年 |  |  | 维斯曼塔斯的妻子，死于约1262年 |      |  |                                   |
| 传说中为林戈尔德 |          |  | 立陶宛大公/国王：1236年-1263年 |  |  | 维斯曼塔斯的妻子，死于约1262年 |      |  |                                   |
| 传说中为林戈尔德 | 鲁克利斯 |  | 立陶宛大公/国王：1236年-1263年 |  |  | 维斯曼塔斯的妻子，死于约1262年 |      |  |                                   |
| |          |  |                                |  |  |                                |      |  | 1263年逝世                        |
| |          |  |                                |  |  |                                |      |  |                                   |
| |          |  |                                |  |  |                                |      |  | 鲁佩基斯                          |
| |          |  |                                |  |  |                                |      |  | 1263年逝世                        |
| |          |  |                                |  |  |                                |      |  |                                   |
| |          |  |                                |  |  | 名字未知 （第三位妻子）        |      |  |                                   |
| |          |  |                                |  |  | 道曼塔斯的妻子，莫尔塔的姐妹   |      |  |                                   |
| |          |  |                                |  |  |                                |      |  |                                   |
| |          |  | 女儿                           |  |  | 名字未知                       |      |  | 伦格韦尼斯                        |
| |          |  |                                |  |  | 纳尔希亚公爵                   |      |  | 1260年后逝世                      |
| |          |  |                                |  |  |                                |      |  |                                   |
| |          |  | 女儿                           |  |  | 维金塔斯或艾尔德维拉斯         |      |  | 特莱尼奥塔                        |
| |          |  |                                |  |  | 萨莫吉希亚公爵                 |      |  | 立陶宛大公：1263年-1264年         |
| 主要文献：Kiaupa, Zigmantas; Jūratė Kiaupienė, Albinas Kunevičius. English ed. Vilnius: Lithuanian Institute of History. 2000: 67 [1995]. ISBN 9986-810-13-2. |          |  |                                |  |  |                                |      |  |                                   |